# Железо, ржавое железо
«Железо, ржавое железо» (англ. Any Old Iron) — роман Энтони Бёрджесса, в основу которого положена легенда об Экскалибуре. На языке оригинала был опубликован в 1988 году, переведён на русский в 2004, первоначально был издан в трёх выпусках журнала «Иностранная литература». Роман называют одним из наиболее значимых среди позднего творчества писателя.
Основное действие романа происходит в XX веке. Главными героями являются две семьи: русско-валлийская и еврейская, объединяет эти народы борьба за свободу. Центральными образами романа являются самородок золота — наследство валлийской семьи, как символ преемственности, и меч короля Артура, вывезенный с оккупированных немцами территорий советскими солдатами. Герои проходят через революцию 1917 года в России, обе мировые войны и образование Израиля. Среди исторических личностей в романе присутствуют: Хаим Вейцман, Уинстон Черчилль, Имон де Валера, Энтони Иден и Иосиф Сталин.